# کلوپاترا یکم
کلوپاترا یکم ( به یونانی : Κλεοπάτρα ἡ Σύρα؛ حدود ۲۰۴– ۱۷۶ پیش از میلاد) شاهزاده‌خانم امپراتوری سلوکی، ملکه مصر بطلمیوسی از ازدواج با بطلمیوس پنجم مصر و نایب‌السلطنه مصر در دوران کودکی پسرشان بطلمیوس ششم، از مرگ شوهرش در ۱۸۰ پیش از میلاد تا مرگ خودش در ۱۷۶ پیش از میلاد بود.

## زندگی
کلوپاترا یکم، دختر آنتیوخوس سوم پادشاه امپراتوری سلوکی و ملکه لائودیس سوم بود.

### ملکه
در سال ۱۹۷ پیش از میلاد، آنتیوخوس سوم شماری از شهرهای آسیای صغیر را که قبلاً تحت کنترل پادشاهی بطلمیوسی مصر بود، تصرف کرد. رومیان در سال ۱۹۶ پیش از میلاد برای حمایت از مصریان، با پادشاه سلوکی در لیسیماکیا مذاکره کردند. در پاسخ، آنتیوخوس سوم تمایل خود را برای صلح با بطلمیوس پنجم و ازدواج دخترش کلوپاترا اول با بطلمیوس پنجم نشان داد. آنها در سال ۱۹۵ پیش از میلاد عقد و در سال ۱۹۳ پیش از میلاد در رافیا ازدواج کردند.  در آن زمان بطلمیوس پنجم حدوداً ۱۶ساله و کلوپاترا یکم ۱۰ساله بود. سالها بعد، پادشاهان بطلمیوسی مصر استدلال می‌کردند که کلوپاترا یکم، سوریه را به عنوان مهریه خود دریافت کرده و بنابراین، این سرزمین به مصر تعلق دارد. مشخص نیست که آیا این مورد درست بوده یا نه؛ با این حال، در عمل، سوریه پس از نبرد پانیوم در سال ۱۹۸ پیش از میلاد در مالکیت سلوکیان باقی ماند. 
در اسکندریه از کلوپاترا یکم به عنوان سوری یاد می‌شد. او به عنوان بخشی از فرقه بطلمیوسی به همراه همسرش به عنوان Theoi Epiphaneis مفتخر شد. مطابق با سنت مصر باستان در ازدواج خواهر و برادر، او را خواهر بطلمیوس پنجم نیز نامیدند ( یونانی باستان: ἀδελφή  </link> , adelphḗ ). در گردهمایی کاهنان که در سال ۱۸۵ پیش از میلاد در ممفیس برگزار شد، تمام افتخاراتی را که در سال ۱۹۶ پیش از میلاد به بطلمیوس پنجم داده شده بود، به کلوپاترا اعطا شد (حکمش بر روی سنگ روزتا به دو زبان یونانی و مصری نوشته شده است).

### ملکه نایب‌السلطنه
بطلمیوس پنجم در سپتامبر ۱۸۰ پیش از میلاد به طور غیرمنتظره‌ای در ۳۰سالگی درگذشت. پسر کلئوپاترا اول، بطلمیوس ششم، که تنها شش سال داشت، بلافاصله به عنوان پادشاه، در کنار کلئوپاترا به عنوان نایب‌السلطنه، تاج‌گذاری کرد. او اولین ملکه بطلمیوسی بود که بدون شوهرش حکومت کرد. در اسناد این دوره، کلئوپاترا به نام تئا اپیفانس و نام او قبل از بطلمیوس آمده است. به نام مشترک او و پسرش، سکه ضرب شد. 
بطلمیوس پنجم، درست قبل از مرگش در حال برنامه‌ریزی برای یک جنگ جدید علیه پادشاهی سلوکی بود، اما کلوپاترا به دلیل ریشه‌های سلوکی خود و به دلیل اینکه یک جنگ ممکن بود قدرت او را تهدید کند، بلافاصله به مقدمات جنگ پایان داد و یک سیاست صلح‌آمیز را در پیش گرفت.   کلوپاترا احتمالاً در اواخر سال ۱۷۸ یا اوایل سال ۱۷۷ پیش از میلاد درگذشت، اگرچه برخی از محققان مرگ او را در اواخر سال ۱۷۶ پیش از میلاد می‌دانند. 
کلئوپاترا در بستر مرگ، اولائوس و لنائوس، دو تن از یاران نزدیک خود را به عنوان نایب‌السلطنه منصوب کرد. اولائوس، خواجه‌ و معلم بطلمیوس بود. لنائوس، یک برده سوری بود که احتمالاً هنگام ازدواج کلوپاترا به عنوان بخشی از همراهان او به مصر آمده بود.  این زوج نتوانستند یا نخواستند از بدتر شدن روابط با پادشاهی سلوکی که به جنگ فاجعه بار ششم سوریه منتهی شد، جلوگیری کنند.

## فرزندان
کلئوپاترا و بطلمیوس پنجم، سه فرزند داشتند: 
| نام                  | تصویر  | تولد                 | مرگ              | یادداشت |
| -------------------- | ------ | -------------------- | ---------------- | --- |
| بطلمیوس ششم فیلومتور | </img> | می/ژوئن ۱۸۶ پ.م      | ۱۴۵ پیش از میلاد | در سال ۱۸۰ پیش از میلاد به عنوان پادشاه به نایب‌السلطنگی مادرش، نایب‌السلطنه و همسر کلئوپاترا دوم از ۱۷۰ تا ۱۶۴ پیش از میلاد و مجدداً ۱۶۳-۱۴۵ پیش از میلاد رسید. |
| کلئوپاترا دوم        | </img> | ۱۸۶-۱۸۴ قبل از میلاد | ۶ آوریل ۱۱۵ پ.م  | نایب‌السلطنه و همسر بطلمیوس ششم از ۱۷۰ تا ۱۴۵ پیش از میلاد، نایب السلطنه و همسر بطلمیوس هشتم از ۱۴۵ تا ۱۳۲ پیش از میلاد، مدعی حکومت انحصاری ۱۳۲ تا ۱۲۷ پ.م، نایب السلطنه و همسر بطلمیوس هشتم دوباره از ۱۲۴ تا ۱۱۵ پ.م، حکومت همزمان با کلئوپاترا سوم و بطلمیوس نهم از ۱۱۶ تا ۱۱۵ پ.م. |
| بطلمیوس هشتم         | </img> | ج ۱۸۴ قبل از میلاد   | ۲۶ ژوئن ۱۱۶ پ.م  | نایب‌السلطنه با بطلمیوس ششم و کلئوپاترا دوم از ۱۶۹ تا ۱۶۴ پ‌.م، خلع بطلمیوس ششم در سال ۱۶۴، خلع خودش ۱۶۳، پادشاه سیرنائیکا از ۱۶۳ تا ۱۴۵ پ.م، حکومت همزمان با کلوپاترا دوم و کلوپاترا سوم ۱۴۵-۱۳۲ و ۱۲۴-۱۱۶ پ.م.                                                                       |

### آثار ذکر شده
- Morkholm, Otto (1961). "Eulaios and Lenaios". Classica et Medievalia. 22: 32–43.

## مطالعه بیشتر
- استهلین، کلئوپاترا 14). در: Realencyclopädie der Classischen Altertumswissenschaft, vol. XI 1, 1921, col. 738-740.
- ورنر هوس، Ägypten در hellenistischer Zeit ( مصر در دوره هلنیستی ). مونیخ 2001، ص. 499; 514f. ; 535; 537–540.
- Günther Hölbl, Geschichte des Ptolemäerreichs ( تاریخ امپراتوری بطلمیوسی ). دارمشتات 1994، ص. 125; 127f. ; 147f. ; 153.

| کلوپاترا یکمPtolemaic dynastyزادهٔ: 204 BC درگذشتهٔ: 176 BC |                                                             |                             |
| پیشین: Ptolemy V                                          | Ptolemaic dynasty 193 BC–176 BC با Ptolemy V and Ptolemy VI | پسین: Ptolemy VI Philometor |